# Nassarawa

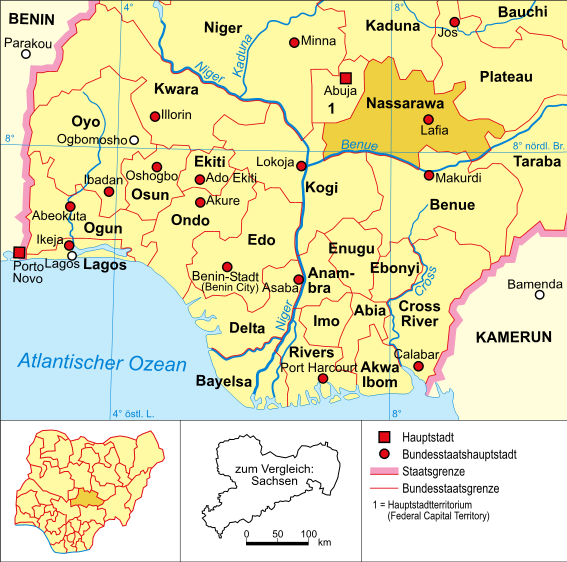
Lage von Nassarawa in Nigeria

Nassarawa oder Nasarawa ist ein Bundesstaat des westafrikanischen Landes Nigeria mit der Hauptstadt Lafia, die mit 127.246 Einwohnern (2005) auch die größte Stadt des Bundesstaates ist.

## Geografie
Der Bundesstaat liegt in der Mitte des Landes und grenzt im Norden an den Bundesstaat Kaduna, im Nordwesten an das Federal Capital Territory, im Nordosten an den Bundesstaat Plateau, im Süden an den Bundesstaat Benue, im Südwesten an den Bundesstaat Kogi und im Südosten an den Bundesstaat Taraba. Der Ankwe, im Oberlauf Dep, bildet auf einem langen Stück die Grenze zwischen den Bundesstaaten Plateau und Nassarawa, und im Unterlauf die Grenze zwischen Nassarawa und Taraba.

## Geschichte
Der Bundesstaat wurde am 1. Oktober 1996 aus einem Teil des Bundesstaates Plateau gebildet. Erster Administrator war zwischen 7. Oktober 1996 und August 1998 Abdullahi Ibrahim. Erster gewählter Gouverneur war ab 29. Mai 1999 Abdullahi Adamu. Gegenwärtiger Gouverneur ist seit 26. April 2011 Umaru Tanko Al-Makura.

### Liste der Gouverneure und Administratoren
- Abdullahi Ibrahim (Administrator 1996–1998)
- Bala Mande (Gouverneur 1998–1999)
- Abdullahis Adamu (Gouverneur 1999–2007)
- Aliyu Doma (Gouverneur 2007–2011)
- Umaru Tanko Al-Makura (Gouverneur seit 26. April 2011)

## Verwaltung
Der Staat gliedert sich in 13 Local Government Areas. Diese sind: Akwanga, Awe, Doma, Karu, Keana, Keffi, Kokona, Lafia, Nassarawa, Nassarawa-Egon, Obi, Toto und Wamba.

## Wirtschaft
Der Hauptwirtschaftszweig von Nassarawa ist die Landwirtschaft. An Rohstoffen sind unter anderem Salz und Bauxit vorhanden.

## Verkehr
In Nassarawa besteht ein gut ausgebautes Straßennetz, das alle ländlichen Gebiete und wichtigen Städte verbindet. Eisenbahnverbindungen der Nigeria Railway Corporation (NRC) aus Kuru, Gombe und Maiduguri verlaufen durch Nassarawa.